# 사이묘지촌
사이묘지촌(西明寺村)은 아키타현 센보쿠군에 있던 촌이다. 현재의 센보쿠시 남서부, 아키타 내륙 종관 철도 아키타 내륙선 연선에 해당한다.

## 역사
- 1889년 4월 1일 - 정촌제 시행에 의해 6촌의 구역으로 성립하였다.
- 1956년 9월 30일 - 히노키나이촌과 합병해 니시키촌이 성립하였다. 동일 사이묘지촌이 폐지되었다.

## 교통

### 철도
현재는 구촌역에 아키타내륙종관철도 아키타내륙선의 사이묘지역·야츠역이 소재하지만, 당시는 미개업.